# Осінчук Михайло Іванович
Осінчук Михайло Іванович (16 вересня 1890, с. Голошинці, тепер у складі с. Козярі, Тернопільська область — 13 лютого 1969, Нью-Йорк, США) — український художник-монументаліст, іконограф, графік і живописець. Професор, член НТШ, українських мистецьких організацій. Брат громадського діяча і лікаря Романа Осінчука.

## Біографія
Народився 16 вересня 1890 р. в с. Голошинці Збаразького повіту (тепер — у складі с. Козярі Тернопільського району Тернопільської області).
У 1910 р. закінчив Тернопільську українську гімназію. В 1910—1914 рр. навчався у Кракові в Академії красних мистецтв у Ю. Пантакевича. Брав участь у студентських виставках, на яких отримував медалі та премії. Одночасно з навчанням в Академії поглиблював знання на філософському факультеті Яґеллонського університету.
З початком Першої світової війни був змушений перервати студії. В 1917—1918 рр. продовжував навчання в університеті. З листопада 1918 р. служив картографом у Секретаріаті внутрішніх справ ЗУНР в Станіславі (тепер Івано-Франківськ), перебував у рядах УГА (поручник) та Армії УНР.  У серпні 1920 р. повернувся додому, викладав в українських гімназіях у Дрогобичі і Рогатині.
У 1922 р. переїхав до Львова, активно включився в мистецьке життя. У своїй творчості прагнув продовжити тисячолітню традицію візантійської ікони в Україні, яку перервали реалісти XIX сторіччя. При цьому намагався уникнути повторення і копіювання старих зразків та створити нові форми іконопису, що ґрунтуються на традиційному українському народному мистецтві. Деякий час перебував у Греції, де знайомився з технологією малювання темперою, подорожував по Туреччині, Італії та Франції.
У співпраці з Павлом Ковжуном виконав церковні поліхромії в українському візантійському стилі у дванадцяти церквах Галичини (в селах: Озерна, Сокаль, Зашків, Долина, Миклашів, Наконечне, Калуш, Стоянів, Гримайлів та ін.). В цих роботах митець зумів створити нове, органічно свіже українське декоративне мистецтво. Михайло Осінчук брав участь у роботах з внутрішнього оздоблення Собору святого Юра у Львові. Також йому належить оформлення десяти іконостасів.
Виконував ілюстрації для творів українських письменників, екслібриси. Зокрема, екслібрис до книги Анни Стефанович у 1933 р. отримав премію Товариства українських письменників і журналістів у Львові. У 1935 році видав дві ікони для селянської хати (Спасителя і Божої Матері) Разом зі своїми однодумцями М. Осінчук був співзасновником Асоціації незалежних українських митців та її друкованого органу — журналу «Мистецтво». У вересні 1939 р. став професором Львівського художнього інституту.

### Еміграція
В 1944 р., остерігаючись сталінського терору, емігрував до Німеччини. У післявоєнні роки жив у Нью-Йорку. Тут брав участь у діяльності заснованого з його участю Об'єднання митців-українців в Америці (ОМУА). М. Осінчука обирали почесним головою об'єднання, він постійно брав участь у художніх виставках, був членом багатьох журі та комітету побудови пам'ятника Т. Шевченку у Вашингтоні.
Перебуваючи в еміграції виконав 4 іконописні поліхромії в США та 2 в Канаді. З часом відійшов від монуметального мистецтва і присвятив себе станковому живопису, створивши серію нових ікон, портретів та історичних композицій. У 1964 році у Філадельфії відбулась персональна виставка. У 1967 році в Нью-Йорку вийшла друком монографія, присвячена його творчості під назвою «Михайло Осінчук — мистець-маляр».
Помер Михайло Осінчук 13 лютого 1969 р. в Нью-Йорку, похований на Українському православному цвинтарі в Саут-Баунд-Бруку.